# Gille Brigte de Galloway
Gille Brigte de Galloway ou Gilla Brigte mac Fergusa de Galloway (mort le 1er janvier 1185), également connu sous les noms de  Gillebrigte, Gille Brighde, Gilbridge, Gilbride, et plus connu dans les sources en français sous le nom de Gilbert, est seigneur de Galloway en Écosse à partir de 1161 conjointement avec son demi-frère Uhtred (tué en 1174) puis seul jusqu'en 1185. Gilla Brigte est l'un des deux fils et héritiers du célèbre Fergus, le fondateur du  « Royaume » de Galloway

## Contexte, union et famille
Dans le conflit qui éclate après la mort de  Fergus entre Gille Brigte et Uchtred, Gille Brigte s'impose. La partition du Galloway lui attribue la partie ouest la moins exposée aux interventions des armées des rois écossais et anglais.
Nous n'avons pas de certitude sur l'identité de l'épouse de Gille Brigte. Richard Oram soutient l'hypothèse solide que son épouse principale était une fille de Donnchad II, Mormaer de Fife ou comte de Fife et le plus important des seigneurs gaélique d'Écosse. L'introduction du nom Donnchad (ou Duncan) dans le stock onomastique familial semble le démonter comme plus tard l'union de l'arrière petite-fille de Gille Brigte Marjorie avec un noble issu d'une lignée collatérale de la dynastie de Fife Adam de Kilconquhar.
Gille Brigte laisse deux fils connus :
- Donnchad
- Máel Coluim de Galloway, auteur du meurtre de son oncle

## Les évènements de 1174 et leurs conséquences
De 1161 jusqu'en 1174, Gille Brigte et Uhtred se partagent la seigneurie Gille Brigte contrôlant l'ouest et Uhtred l'est. En 1174, le roi Guillaume le Lion d'Écosse envahit l'Angleterre dans une tentative de recouvrer le Northumberland. Il entraine avec lui les deux
« meic Fergusa », Gille Brigte et Uchtred. Pendant l'invasion, Guillaume est surpris et capturé pendant qu'il assiégeait le château d'Alnwick à Alnwick. Benoît de Peterborough rapporte que :

« Lorsque les frères apprennent que leur seigneur le roi d'Écosse a été capturé, ils s'empressent avec leurs Galwegians de regagner leurs domaines, et immédiatement ils expulsent du  Galloway tous les baillis et gardes que le roi d'Écosse leur avait imposé; et ils tuent tous les anglais et les français qu'ils peuvent capturer et toutes le fortifications et châteaux que le roi d'Écosse avait établi sur leur domaine sont assigés pris et détruits, et ils tuent tous ceux qu'ils peuvent capturer »

Malgré la mention de l'implication des deux frères, il est clair que seul Gilla Brigte l'était et qu'Uchtred s'y était opposé. Car Benoit poursuit son récit en précisant que la même année, un fils de Gille Brigte, Máel Coluim, assiège Uchtred sur une île de Galloway. Máel Coluim mac Gille Brigte, capture son oncle Uchtred qui est aveuglé, castré et a la langue coupée avant d'être mis à mort.

Gille Brigte effectue à cette époque une démarche qui a peut-être modifié le cour ultérieur de l'histoire britannique. Il dépêche à Henri II d'Angleterre un messager qui propose au roi qu'il devienne son suzerain direct et qu'il ne soit  plus un sous-vassal par l'intermédiaire du roi d’Écosse. Henri II envoie une délégation pour examiner la question. Elle est composée de Roger de Hoveden et de Robert de Vaux le  Sheriff de Cumberland. Le premier a laissé le récit de son ambassade. Il est rapporté par Benoît de Peterborough que Gille Brigte « a proposé au roi d'Angleterre le payement de  2000 marks, et un tribut annuel de 500 vaches et 500 porcs, si le souverain exemptait les Gallowglass de la servitude au roi d'Écosse »
Cependant, lorsque la délégation découvre le sort réservé à Uchtred, un cousin germain du roi Henri II, elle rejette sa demande. Le fratricide de Gille Brigte exclut tout accord. La mauvaise fortune de Gille Brigte s'est aggravée plus tard dans l'année, lorsque Henri II et Guillaume signent le traité de Falaise. Gille Brigte est contraint de se soumettre aux deux souverains. En 1176, Gille Brigte doit se rendre en Angleterre, où il est condamné à une amende de 1000 marks par Henri II et il doit de plus laisser son fils et héritier Donnchad comme otage en garantie de son bon comportement à venir. Donnchadh/Duncan sera encore à la cour d'Angleterre lors de la mort de son père le 1er janvier 1185

### Sources
- (en) Richard Oram, Domination and Lordship. Scotland 1070-1230, Edinburgh, Edinburgh University Press, 2011, p. 121-122
- (en) Alan Orr Anderson, Early Sources of Scottish History A.D 500–1286, vol. 2, Stamford, Paul Watkins, 1990 (ISBN 1-871615-03-8)